# Thames River (Ontario)
Der Thames River [tɛmz] (französisch Rivière Thames) ist ein etwa 300 km langer Fluss im Südwesten der kanadischen Provinz Ontario. Er entspringt etwa 80 km nordöstlich der Stadt London und fließt von dort in südwestlicher Richtung weitere 120 km, ehe er nahe Chatham bei Lighthouse Cove in den Lake St. Clair mündet. Der Fluss wurde nach der Themse (engl. Name Thames River) in England benannt. Das gesamte Flusssystem des Thames River gehört zum Canadian Heritage Rivers System.

## Beschreibung des Flusslaufs
In London treffen an den Forks of the Thames zwei Flussläufe aufeinander, der North Thames River sowie der South Thames River, der als der Hauptfluss angesehen wird. Dieser entspringt östlich von Tavistock und fließt zunächst südlich zur Stadt Woodstock und von da in einem breiten und flachen Tal in westlicher Richtung nach Ingersoll und weiter nach London. Dazwischen mündet von Norden kommend noch der kleinere Middle Thames River ein.
Ab den Forks (of the Thames), unmittelbar am westlichen Rand der Innenstadt von London, strömt der Thames River parallel zum Nordufer des Eriesees bis zur Stadt Chatham und von da aus noch etwa 30 km zur Mündung im Lake St. Clair.
Merkmale des Thames River sind ein stark mäandrierender Verlauf, ein geringes Gefälle im Unterlauf und das Verkümmern der Oberläufe zu Rinnsalen bei Wasserknappheit.

## Schiffbarkeit
An der Mündung im Lake St. Clair befindet sich ein historischer Leuchtturm. Flussaufwärts ist der Thames River bis Chatham schiffbar. Bei ausreichendem Wasserstand, beispielsweise nach Regenfällen, können die Oberläufe ab Woodstock bzw. St. Marys mit dem Kanu befahren werden.

## Wasserregulierung
Das Einzugsgebiet des Thames River war bis zur europäischen Besiedelungsphase mit Laubwald überdeckt, der sich auf den feuchten Lehmböden flächendeckend ausbreitete. Heutzutage gilt das Einzugsgebiet zu den am intensivsten genutzten Agrargebieten Ontarios, mit größtenteils drainierten Ackerflächen. Um die unzureichende Wasserspeicherfähigkeit dieser kultivierten Böden abzumildern, wurden unter anderem an den Oberläufen drei größere Stauwerke errichtet. Dies ist der Pittock Dam, Wildwood Dam und Fanshawe Dam.

## Besonderheiten
In unmittelbarer Ufernähe des Thames River, auf Höhe der Stadt Ingersoll, ist eine überregionale Mülldeponie geplant (Stand: 2014). Dies soll die viertgrößte Mülldeponie Kanadas werden, mit einer Aufnahmekapazität von 0,85 Millionen Tonnen Müll pro Jahr.

## Flussfauna
Im Thames River gibt es 57 Fischarten, darunter die Angelfische Schwarzbarsch (Smallmouth Bass), Forellenbarsch (Largemouth Bass), Glasaugenbarsch (Walleye), Bachsaibling (Brook Trout), Regenbogenforelle (Rainbow Trout), Forelle (Brown Trout) und Hecht (Northern Pike). Weitere Fischarten sind Etheostoma microperca (Least Darter) und Opsopoeodus emiliae (Pugnose Minnow). 4 Fischarten gelten als gefährdet, darunter Ammocrypta pellucida (Eastern Sand Darter), Moxostoma duquesni (Black Redhorse) und Notropis photogenis (Silver Shiner). Im Flusssystem gibt es ferner 22 Muschelarten, darunter die als gefährdet eingestuften Arten Truncilla donaciformis (Fawnsfoot Mussel), Villosa iris (Rainbow Mussel), Lampsilis fasciola (Wavy-rayed Lampmussel) und Pleurobema sintoxia (Round Pigtoe). Außerdem leben im Flusssystem des Thames River die Dornrand-Weichschildkröte (Spiny Softshell Turtle) und Chrysemys picta marginata (Midland Painted Turtle), eine Unterart der Zierschildkröte, sowie die Schnappschildkröte (Snapping Turtle). Eine Schlange, die am Thames River lebt, ist Lampropeltis triangulum triangulum (Eastern Milk Snake), eine Unterart der Dreiecksnatter.